# Scammon (Kansas)
Scammon es una ciudad ubicada en el condado de Cherokee en el estado estadounidense de Kansas. En el año 2010 tenía una población de 482 habitantes y una densidad poblacional de 283,53 personas por km².

## Geografía
Scammon se encuentra ubicada en las coordenadas 37°16′42″N 94°49′16″O / 37.27833, -94.82111 (37.278240, -94.820984).

## Demografía
Según la Oficina del Censo en 2000 los ingresos medios por hogar en la localidad eran de $35,268 y los ingresos medios por familia eran $37,708. Los hombres tenían unos ingresos medios de $29,219 frente a los $21,477 para las mujeres. La renta per cápita para la localidad era de $15,926. Alrededor del 12.8% de la población estaban por debajo del umbral de pobreza.